# 长寿水仙
长寿水仙（学名：Narcissus jonquilla），又名长寿花、灯心草水仙、丁香水仙，为石蒜科水仙属的多年生草本植物。分布于南欧以及中国大陆的湖北省等地，目前已由人工引种栽培。
原仅分布於伊比利亚半岛，但较早时期就常用作园艺植物，因此逸生於法国南部、意大利和达尔马提亚。

## 特征
植株很修长，株高可达40厘米，鳞茎较小，叶鲜绿色，狭线形，表面有凹沟。花茎等长於叶，花顶生2－6朵，花瓣和副花冠均为金黄色，花瓣具短尖，副花冠边缘波状，花芬芳，直径达3厘米，副花冠仅高4毫米，直径約1厘米。

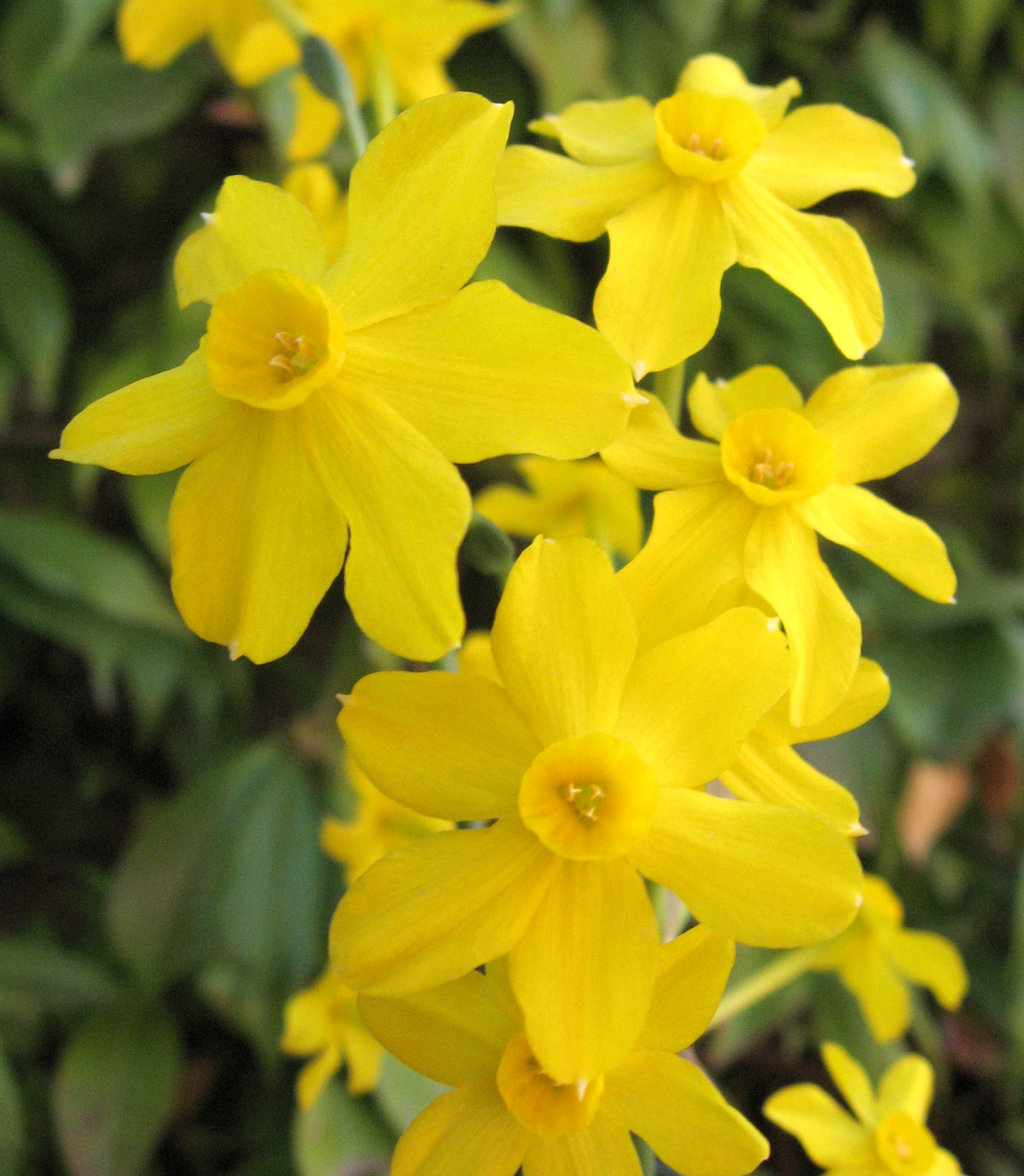
长寿水仙
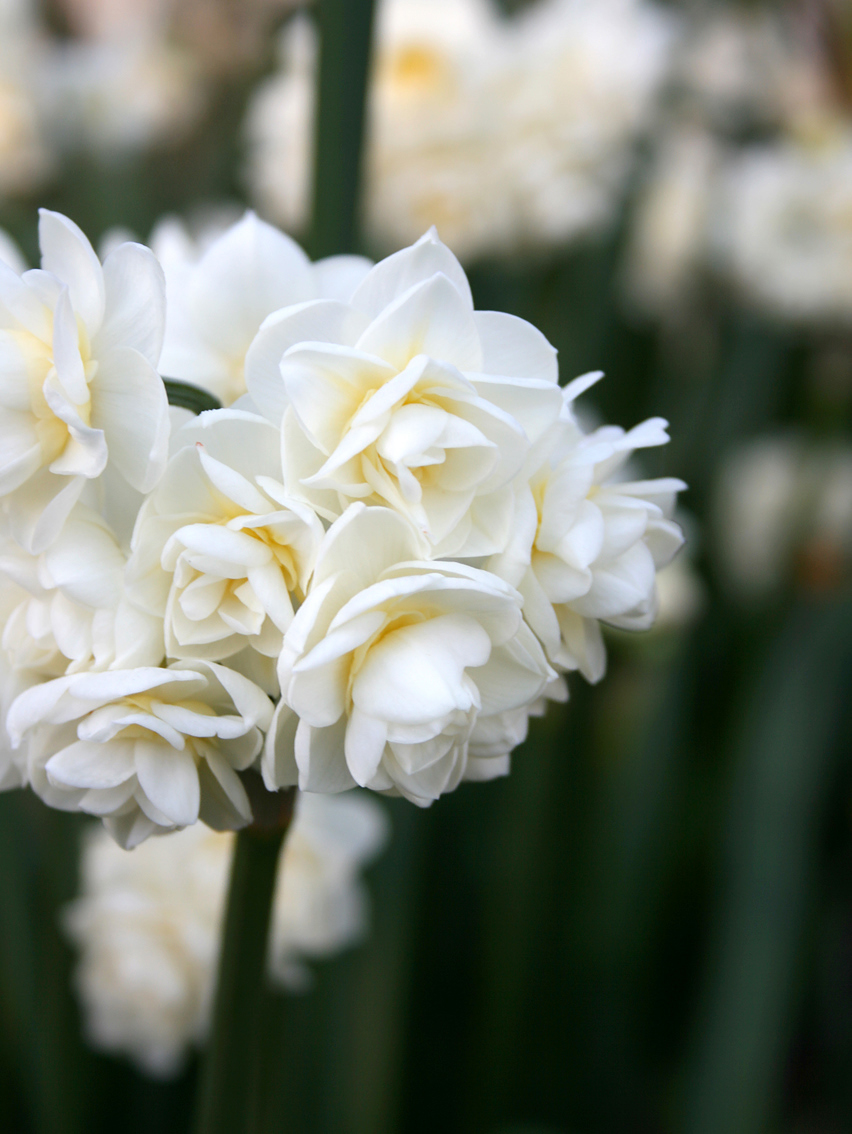
白色重瓣长寿水仙（栽培种）